# L'ancella del Signore: Maria
(incipit dell'opera)
L'ancella del Signore: Maria (Magd des Herrn) è un libro della mistica svizzera Adrienne von Speyr, pubblicato nel 1948. Ha come argomento Maria, la madre di Gesù.
Il libro, dettato ad Hans Urs von Balthasar, suo direttore spirituale, fu il primo a portare il nome di Adrienne von Speyr, nonché la prima opera completa della Speyr.
Fu uno dei primi volumi pubblicati dalla casa editrice Johannes Verlag di Einsiedeln, da poco fondata, e divenne un'opera mariana molto apprezzata.
Il libro, secondo il teologo Elio Guerriero, pone «in risalto il sì obbediente della Vergine nel quale confluiscono l'amore di Giovanni e l'obbedienza di Ignazio».
Un secondo volume mariano di Adrienne von Speyr, Maria nella redenzione (Maria in der Erlösung), è stato pubblicato postumo (Johannes Verlag, 1979).

## Edizioni
- (DE) Adrienne von Speyr, Magd des Herrn, Einsiedeln, Johannes Verlag, 1948.
- (EN) Adrienne von Speyr, The Handmaid of the Lord, traduzione di Alexander Dru, Harvill Press, 1956.
- (DE) Adrienne von Speyr, Magd des Herrn, 2ª ed., Einsiedeln, Johannes Verlag, 1969.
- (FR) Adrienne von Speyr, La servante du Seigneur, Parigi, Lethielleux, 1979.
- (EN) Adrienne von Speyr, Handmaid of the Lord, San Francisco, Ignatius Press, 1985, ISBN 0-89870-042-6.
- Adrienne von Speyr, L'ancella del Signore: Maria, traduzione di Lorenza Terenziani, Milano, Jaca Book, 1986, ISBN 88-16-30131-7.
- (DE) Adrienne von Speyr, Magd des Herrn, 3ª ed., Einsiedeln, Johannes Verlag, 1988, ISBN 978-3-89411-249-3.
- (PL) Adrienne von Speyr, Służebnica Pańska, Warszawa, Wyd. Księży Marianów, 1998, ISBN 83-7119-144-8.
- Adrienne von Speyr, L'ancella del Signore: Maria, 2ª ed., Milano, Jaca Book, 2001, ISBN 88-16-30377-8.
- (ES) Adrienne von Speyr, Ancilla Domini, in Ancilla Domini. María en la redencion, traduzione di Juan M. Sara, Madrid, Ediciones San Juan, 2005, ISBN 987-21333-8-7.